# داريل لشمان
داريل لشمان (بالهولندية: Darryl Lachman)‏ (11 نوفمبر 1989 بأمستردام في هولندا - ) هو لاعب كرة قدم هولندي في مركز الدفاع. شارك مع منتخب كوراساو لكرة القدم. أما مع النوادي، فقد لعب مع أياكس أمستردام وبي إي سي زفوله وتفينتي أنشخيدة وشيفيلد وينزداي ونادي غرونينغن ونادي كامبور وJong FC Twente ‏.

## وصلات خارجية
- داريل لشمان على موقع الاتحاد الدولي (مؤرشف)  (الإنجليزية)
- داريل لشمان على موقع قاعدة بيانات كرة القدم.إي يو (الإنجليزية)
- داريل لشمان على موقع ناشيونال فوتبول تيمز (الإنجليزية)
- داريل لشمان على موقع Soccerbase.com (لاعب) (الإنجليزية)
- داريل لشمان على موقع Soccerway.com (الإنجليزية)
- داريل لشمان على موقع عالم كرة القدم.نت (الإنجليزية)